# Semana Catalana de Ciclismo
La Semana Catalana de Ciclismo (Setmana Catalana de Ciclisme en catalán) fue una competición ciclista por etapas que se disputó desde 1963 hasta 2005.
José Pérez Francés (primer vencedor de la prueba), Luis Ocaña, Eddy Merckx, Alex Zülle, Laurent Jalabert y Michael Boogerd son los ciclistas que más veces han ganado la prueba, todos en dos ocasiones.
El Esport Ciclista Barcelona, era el organizador de esta prueba, entidad que también organizaba la Escalada Ciclista a Montjuic.

## Palmarés
| Año                       | Ganador                     | Segundo                        | Tercero                  |
| ------------------------- | --------------------------- | ------------------------------ | ------------------------ |
| 1963                      | José Pérez Francés          | Antonio Suárez                 | Fernando Manzaneque      |
| 1964                      | José Pérez Francés          | José Segú                      | Eusebio Vélez            |
| 1965                      | José Luis Talamillo         | Antonio Bertrán                | Gregorio San Miguel      |
| 1966                      | José Manuel López Rodríguez | Antonio Gómez del Moral        | José Manuel Lasa         |
| 1967                      | Txomin Perurena             | Jaime Alomar                   | José Pérez Francés       |
| 1968                      | Mariano Díaz                | Luis Pedro Santamarina         | Eusebio Vélez            |
| 1969                      | Luis Ocaña                  | José Antonio González-Linares  | Dino Zandegù             |
| 1970                      | Italo Zilioli               | Raymond Poulidor               | Luis Ocaña               |
| 1971                      | Raymond Poulidor            | Gösta Pettersson               | Luis Ocaña               |
| 1972                      | Miguel María Lasa           | Raymond Poulidor               | Jesús Manzaneque         |
| 1973                      | Luis Ocaña                  | Eddy Merckx                    | Herman Van Springel      |
| 1974                      | Joop Zoetemelk              | Eddy Merckx                    | Joaquim Agostinho        |
| 1975                      | Eddy Merckx                 | Luis Ocaña                     | Joop Zoetemelk           |
| 1976                      | Eddy Merckx                 | Gonzalo Aja                    | Giuseppe Perletto        |
| 1977                      | Freddy Maertens             | Joseph Bruyère                 | Michel Pollentier        |
| 1978                      | Enrique Cima                | Miguel María Lasa              | Pedro Vilardebó          |
| 1979                      | Claude Criquielion          | Faustino Rupérez               | Felipe Yáñez             |
| 1980 edición no realizada |                             |                                |                          |
| 1981                      | Sven-Åke Nilsson            | Vicente Belda                  | Alberto Fernández Blanco |
| 1982                      | Jostein Wilmann             | Theo de Rooij                  | Tommy Prim               |
| 1983                      | Alberto Fernández Blanco    | Faustino Rupérez               | Reimund Dietzen          |
| 1984                      | Phil Anderson               | Reimund Dietzen                | Eduardo Chozas           |
| 1985                      | José Recio                  | Phil Anderson                  | Felipe Yáñez             |
| 1986                      | Felipe Yáñez                | Jean-Claude Bagot              | Guido Winterberg         |
| 1987                      | Vicente Belda               | Peter Hilse                    | Miguel Induráin          |
| 1988                      | Sean Kelly                  | Anselmo Fuerte                 | Iñaki Gastón             |
| 1989                      | Reimund Dietzen             | Pedro Delgado                  | Pedro Saúl Morales       |
| 1990                      | Iñaki Gastón                | Tony Rominger                  | Raúl Alcalá              |
| 1991                      | Stephen Roche               | Anselmo Fuerte                 | Joaquim Llach            |
| 1992                      | Alex Zülle                  | Iñaki Gastón                   | Raúl Alcalá              |
| 1993                      | Pedro Delgado               | Laudelino Cubino               | Laurent Dufaux           |
| 1994                      | Stefano della Santa         | Laurent Dufaux                 | Andrew Hampsten          |
| 1995                      | Francesco Frattini          | Alex Zülle                     | Aitor Garmendia          |
| 1996                      | Alex Zülle                  | Íñigo Cuesta                   | Francesco Casagrande     |
| 1997                      | Juan Carlos Domínguez       | Alex Zülle                     | Viacheslav Yekímov       |
| 1998                      | Michael Boogerd             | Laurent Jalabert               | Alex Zülle               |
| 1999                      | Laurent Jalabert            | Michael Boogerd                | Wladimir Belli           |
| 2000                      | Laurent Jalabert            | Javier Pascual Rodríguez       | Giuseppe Di Grande       |
| 2001                      | Michael Boogerd             | Danilo Di Luca                 | Manolo Beltrán           |
| 2002                      | Juan Miguel Mercado         | Giuseppe Guerini               | Serhi Honchar            |
| 2003                      | Dario Frigo                 | Josep Jufré                    | David Latasa             |
| 2004                      | Joaquim Rodríguez           | Miguel Ángel Martín Perdiguero | Josep Jufré              |
| 2005                      | Alberto Contador            | David Bernabéu                 | Peio Arreitunandia       |

## Palmarés por países
| País         | Victorias |
| ------------ | --------- |
| España       | 20        |
| Bélgica      | 4         |
| Italia       | 4         |
| Francia      | 3         |
| Países Bajos | 3         |
| Irlanda      | 2         |
| Suiza        | 2         |
| Suecia       | 1         |
| Noruega      | 1         |
| Australia    | 1         |
| Alemania     | 1         |

## Estadísticas

### Corredores con más victorias
| Ciclista           | Victorias | Años       |
| ------------------ | --------- | ---------- |
| José Pérez-Francés | 2         | 1963, 1964 |
| Luis Ocaña         | 2         | 1969, 1973 |
| Eddy Merckx        | 2         | 1975, 1976 |
| Alex Zülle         | 2         | 1992, 1996 |
| Michael Boogerd    | 2         | 1998, 2001 |
| Laurent Jalabert   | 2         | 1999, 2000 |